# Gara Banca
Gara Banca este o stație de cale ferată care deservește comuna Banca, județul Vaslui, România.